# Grand Prix of Portland 2025
Der Grand Prix of Portland 2025 (offiziell BitNile.com Grand Prix of Portland) auf dem Kurs Portland International Raceway fand am 10. August 2025 statt und ging über eine Distanz von 110 Runden à 3,161 km. Es war der 15. Lauf zur IndyCar Series 2025.

## Bericht
Nach den ersten Boxenstopps setzte sich Will Power (Team Penske) an die Spitze des Klassements. Doch Christian Lundgaard (Arrows McLaren) blieb nahe an Power dran, während Alex Palou (Chip Ganassi Racing) rund 20 Sekunden hinter den beiden zurück lag. Als die Überrundungen begannen, gab es einige Situationen, die zum Nachteil von Power abliefen, Lundgaard kam trotzdem nicht an ihm vorbei. Palou seinerseits hatte inzwischen den Rückstand zu gefahren und lag hinter Lundgaard, er verwickelte ihn in einen Zweikampf, was Power einen kleinen Vorsprung verschaffte. Power gewann seinen 45. Karrieresieg und den ersten in dieser Saison für das Team Penske.
Im Duell um den zweiten und dritten Rang setzte sich Lundgard durch. Mit diesem verlorenen Duell konnte sich Palou gut abfinden, denn auch der dritte Platz reichte ihm für den Gewinn des Fahrermeistertitels 2025. Dass ein Fahrer bereits im drittletzten Rennen des Jahres den Titel für sich entscheiden kann in der IndyCar Series ist eher selten und zeigt die Dominanz des Spaniers. Es war bereits der dritte Titel für Palou in Folge.
Der einzige verbliebene Konkurrent um den Fahrertitel Pato O’Ward (Arrow McLaren) startet aus der Pole-Position. In der 22. Runde fuhr O’Ward zur Box wegen eines Elektrikdefekts, zwar nahm er nach zehn Runden das Rennen nochmals auf, aber mehr als der 25. Schlussrang lag nicht mehr drin.

## Zeitplan
| Datum      | Tag     | Zeit (MESZ) | Zeit (LT) | Session           |
| ---------- | ------- | ----------- | --------- | ----------------- |
| 08.08.2025 | Freitag | 23:30       | 14:30     | Freies Training 1 |
|            |         |             |           |                   |
| 09.08.2025 | Samstag | 18:00       | 09:00     | Freies Training 2 |
| 09.08.2025 | Samstag | 20:30       | 11:30     | Qualifikation     |
|            |         |             |           |                   |
| 10.08.2025 | Sonntag | 02:30       | 17:30     | Warm-Up           |
| 10.08.2025 | Sonntag | 21:00       | 12:00     | Rennen            |

## Meldeliste
| Nr. | Fahrer              | Teams                            | Motor     |
| --- | ------------------- | -------------------------------- | --------- |
| 14  | Santino Ferrucci    | A. J. Foyt Racing                | Chevrolet |
| 41  | David Malukas       | A. J. Foyt Racing                | Chevrolet |
| 26  | Colton Herta        | Andretti Global / Curb-Agajanian | Honda     |
| 27  | Kyle Kirkwood       | Andretti Global                  | Honda     |
| 28  | Marcus Ericsson     | Andretti Global                  | Honda     |
| 5   | Pato O’Ward         | Arrow McLaren                    | Chevrolet |
| 6   | Nolan Siegel        | Arrow McLaren                    | Chevrolet |
| 7   | Christian Lundgaard | Arrow McLaren                    | Chevrolet |
| 8   | Kyffin Simpson      | Chip Ganassi Racing              | Honda     |
| 9   | Scott Dixon         | Chip Ganassi Racing              | Honda     |
| 10  | Alex Palou          | Chip Ganassi Racing              | Honda     |
| 18  | Rinus VeeKay        | Dale Coyne Racing                | Honda     |
| 51  | Jacob Abel          | Dale Coyne Racing                | Honda     |
| 20  | Alexander Rossi     | Ed Carpenter Racing              | Chevrolet |
| 21  | Christian Rasmussen | Ed Carpenter Racing              | Chevrolet |
| 77  | Conor Daly          | Juncos Hollinger Racing          | Chevrolet |
| 78  | Sting Ray Robb      | Juncos Hollinger Racing          | Chevrolet |
| 60  | Felix Rosenqvist    | Meyer Shank Racing               | Honda     |
| 66  | Marcus Armstrong    | Meyer Shank Racing               | Honda     |
| 83  | Robert Shwartzman   | Prema Racing                     | Chevrolet |
| 90  | Callum Ilott        | Prema Racing                     | Chevrolet |
| 15  | Graham Rahal        | Rahal Letterman Lanigan Racing   | Honda     |
| 30  | Devlin DeFrancesco  | Rahal Letterman Lanigan Racing   | Honda     |
| 45  | Louis Foster        | Rahal Letterman Lanigan Racing   | Honda     |
| 2   | Josef Newgarden     | Team Penske                      | Chevrolet |
| 3   | Scott McLaughlin    | Team Penske                      | Chevrolet |
| 12  | Will Power          | Team Penske                      | Chevrolet |

## Klassifikationen

### Freies Training 1
| Pos. | Nr. | Fahrer              | Team                | Motor     | Zeit     |
| ---- | --- | ------------------- | ------------------- | --------- | -------- |
| 1    | 7   | Christian Lundgaard | Arrow McLaren       | Chevrolet | 0:58.532 |
| 2    | 10  | Alex Palou          | Chip Ganassi Racing | Honda     | 0:58.538 |
| 3    | 60  | Felix Rosenqvist    | Meyer Shank Racing  | Honda     | 0:58.658 |

### Freies Training 2
| Pos. | Nr. | Fahrer       | Team                | Motor | Zeit     |
| ---- | --- | ------------ | ------------------- | ----- | -------- |
| 1    | 26  | Colton Herta | Andretti Global     | Honda | 0:58.423 |
| 2    | 10  | Alex Palou   | Chip Ganassi Racing | Honda | 0:58.453 |
| 3    | 9   | Scott Dixon  | Chip Ganassi Racing | Honda | 0:58.502 |

### Qualifying
- Fahrzeit Runde 1 / Gruppe 1 und Runde 1 / Gruppe 2: je 10 Min.
- Fahrzeit Schnellste Zwölf (aus Gruppe 1 und Gruppe 2): 10 Min.
- Fahrzeit Schnellste Sechs (aus Schnellste Zwölf): 6 Min.

| Pos. | Nr. | Fahrer               | Team                    | Motor     | Rundenzeit | Session                |
| ---- | --- | -------------------- | ----------------------- | --------- | ---------- | ---------------------- |
| 1    | 7   | Christian Lundgaard* | Arrow McLaren           | Chevrolet | 0:58.3939  | Schnellste Sechs       |
| 2    | 5   | Pato O’Ward          | Arrow McLaren           | Chevrolet | 0:58.5343  | Schnellste Sechs       |
| 3    | 60  | Felix Rosenqvist     | Meyer Shank Racing      | Honda     | 0:58.5583  | Schnellste Sechs       |
| 4    | 12  | Will Power           | Team Penske             | Chevrolet | 0:58.6424  | Schnellste Sechs       |
| 5    | 4   | David Malukas        | A.J. Foyt Racing        | Chevrolet | 0:58.6557  | Schnellste Sechs       |
| 6    | 10  | Alex Palou           | Chip Ganassi Racing     | Honda     | 0:58.6690  | Schnellste Sechs       |
| 7    | 20  | Alexander Rossi      | Ed Carpenter Racing     | Chevrolet | 0:58.4973  | Schnellste Zwölf       |
| 8    | 66  | Marcus Armstrong     | Meyer Shank Racing      | Honda     | 0:58.5320  | Schnellste Zwölf       |
| 9    | 2   | Josef Newgarden*     | Team Penske             | Chevrolet | 0:58.6960  | Schnellste Zwölf       |
| 10   | 9   | Scott Dixon          | Chip Ganassi Racing     | Honda     | 0:58.7446  | Schnellste Zwölf       |
| 11   | 28  | Marcus Ericsson      | Andretti Global         | Honda     | 0:58.7483  | Schnellste Zwölf       |
| 12   | 8   | Kyffin Simpson       | Chip Ganassi Racing     | Honda     | 0:58.7715  | Schnellste Zwölf       |
| 13   | 3   | Scott McLaughlin     | Team Penske             | Chevrolet | 0:58.5449  | Out Runde 1 / Gruppe 1 |
| 14   | 30  | Devlin DeFrancesco   | RLL                     | Honda     | 0:58.4702  | Out Runde 1 / Gruppe 2 |
| 15   | 14  | Santino Ferrucci*    | A.J. Foyt Racing        | Chevrolet | 0:58.6237  | Out Runde 1 / Gruppe 1 |
| 16   | 26  | Colton Herta         | Andretti Global         | Honda     | 0:58.5312  | Out Runde 1 / Gruppe 2 |
| 17   | 45  | Louis Foster         | RLL                     | Honda     | 0:58.6376  | Out Runde 1 / Gruppe 1 |
| 18   | 21  | Christian Rasmussen  | Ed Carpenter Racing     | Chevrolet | 0:58.5457  | Out Runde 1 / Gruppe 2 |
| 19   | 6   | Nolan Siegel         | Arrow McLaren           | Chevrolet | 0:58.7105  | Out Runde 1 / Gruppe 1 |
| 20   | 27  | Kyle Kirkwood        | Andretti Global         | Honda     | 0:58.5693  | Out Runde 1 / Gruppe 2 |
| 21   | 77  | Sting Ray Robb       | Juncos Hollinger Racing | Chevrolet | 0:58.9272  | Out Runde 1 / Gruppe 1 |
| 22   | 15  | Graham Rahal         | RLL                     | Honda     | 0:58.5836  | Out Runde 1 / Gruppe 2 |
| 23   | 18  | Rinus VeeKay         | Dale Coyne Racing       | Honda     | 0:59.0866  | Out Runde 1 / Gruppe 1 |
| 24   | 90  | Callum Ilott         | Prema Racing            | Chevrolet | 0:58.7557  | Out Runde 1 / Gruppe 2 |
| 25   | 83  | Robert Shwartzman    | Prema Racing            | Chevrolet | 0:59.7458  | Out Runde 1 / Gruppe 1 |
| 26   | 76  | Conor Daly           | Juncos Hollinger Racing | Chevrolet | 0:58.9617  | Out Runde 1 / Gruppe 2 |
| 27   | 51  | Jacob Abel           | Dale Coyne Racing       | Honda     | 0:58.9648  | Out Runde 1 / Gruppe 2 |

Anmerkung*: Christian Lundgaard (1), Josef Newgarden (9) und Santino Ferrucci (15) bekamen eine Sechsplatz-Grid-Strafe wegen unerlaubtem Motorenwechsel.

### Endergebnis
| Pos. | Nr. | Fahrer              | Team                    | Motor     | Zeit/Rückstand           | Rd. | Frd. | Stopps | Start | Pt. |
| ---- | --- | ------------------- | ----------------------- | --------- | ------------------------ | --- | ---- | ------ | ----- | --- |
| 1    | 12  | Will Power          | Team Penske             | Chevrolet | 2:01:06.0311 107,038 mph | 110 | 78   | 3      | 3     | 53  |
| 2    | 7   | Christian Lundgaard | Arrow McLaren           | Chevrolet | 1.5388                   | 110 |      | 3      | 7     | 41  |
| 3    | 10  | Alex Palou          | Chip Ganassi Racing     | Honda     | 2.4485                   | 110 | 5    | 3      | 5     | 36  |
| 4    | 15  | Graham Rahal        | RLL                     | Honda     | 10.5791                  | 110 | 10   | 4      | 22    | 33  |
| 5    | 20  | Alexander Rossi     | Ed Carpenter Racing     | Chevrolet | 16.1754                  | 110 |      | 3      | 6     | 30  |
| 6    | 90  | Callum Ilott        | Prema Racing            | Chevrolet | 17.7497                  | 110 |      | 4      | 24    | 28  |
| 7    | 3   | Scott McLaughlin    | Team Penske             | Chevrolet | 26.9355                  | 110 |      | 3      | 11    | 26  |
| 8    | 66  | Marcus Armstrong    | Meyer Shank Racing      | Honda     | 28.1733                  | 110 |      | 3      | 8     | 24  |
| 9    | 60  | Felix Rosenqvist    | Meyer Shank Racing      | Honda     | 30.1013                  | 110 |      | 3      | 2     | 22  |
| 10   | 26  | Colton Herta        | Andretti Global         | Honda     | 37.6096                  | 110 |      | 3      | 13    | 20  |
| 11   | 9   | Scott Dixon         | Chip Ganassi Racing     | Honda     | 38.4024                  | 110 |      | 3      | 9     | 19  |
| 12   | 21  | Christian Rasmussen | Ed Carpenter Racing     | Chevrolet | 39.5430                  | 110 |      | 3      | 16    | 18  |
| 13   | 45  | Louis Foster        | RLL                     | Honda     | 52.0779                  | 110 |      | 5      | 14    | 17  |
| 14   | 77  | Sting Ray Robb      | Juncos Hollinger Racing | Chevrolet | 53.0369                  | 110 |      | 5      | 20    | 16  |
| 15   | 83  | Robert Shwartzman   | Prema Racing            | Chevrolet | 54.5093                  | 110 |      | 4      | 25    | 15  |
| 16   | 6   | Nolan Siegel        | Arrow McLaren           | Chevrolet | 57.1126                  | 110 |      | 3      | 17    | 14  |
| 17   | 18  | Rinus VeeKay        | Dale Coyne Racing       | Honda     | 58.3276                  | 110 |      | 4      | 23    | 13  |
| 18   | 30  | Devlin DeFrancesco  | RLL                     | Honda     | 1:00.1623                | 110 |      | 3      | 12    | 12  |
| 19   | 4   | David Malukas       | A.J. Foyt Racing        | Chevrolet | 1 Rd.                    | 109 |      | 4      | 4     | 11  |
| 20   | 27  | Kyle Kirkwood       | Andretti Global         | Honda     | 1 Rd.                    | 109 |      | 3      | 19    | 10  |
| 21   | 8   | Kyffin Simpson      | Chip Ganassi Racing     | Honda     | 1 Rd.                    | 109 |      | 3      | 18    | 9   |
| 22   | 28  | Marcus Ericsson     | Andretti Global         | Honda     | 1 Rd.                    | 109 |      | 3      | 10    | 8   |
| 23   | 51  | Jacob Abel          | Dale Coyne Racing       | Honda     | 1 Rd.                    | 109 |      | 4      | 27    | 7   |
| 24   | 2   | Josef Newgarden     | Team Penske             | Chevrolet | 1 Rd.                    | 109 | 2    | 3      | 15    | 7   |
| 25   | 5   | Pato O'Ward         | Arrow McLaren           | Chevrolet | 10 Rd.                   | 100 | 15   | 5      | 1     | 6   |
| 26   | 76  | Conor Daly          | Juncos Hollinger Racing | Chevrolet | Unfall                   | 13  |      | 1      | 26    | 5   |
| 27   | 14  | Santino Ferrucci    | A.J. Foyt Racing        | Chevrolet | Unfall                   | 1   |      | 0      | 15    | 5   |

(R)=Rookie / 3 Gelbphasen für insgesamt 11 Rd. / alle Starter auf Firestone-Reifen